# کریستف پندرسکی

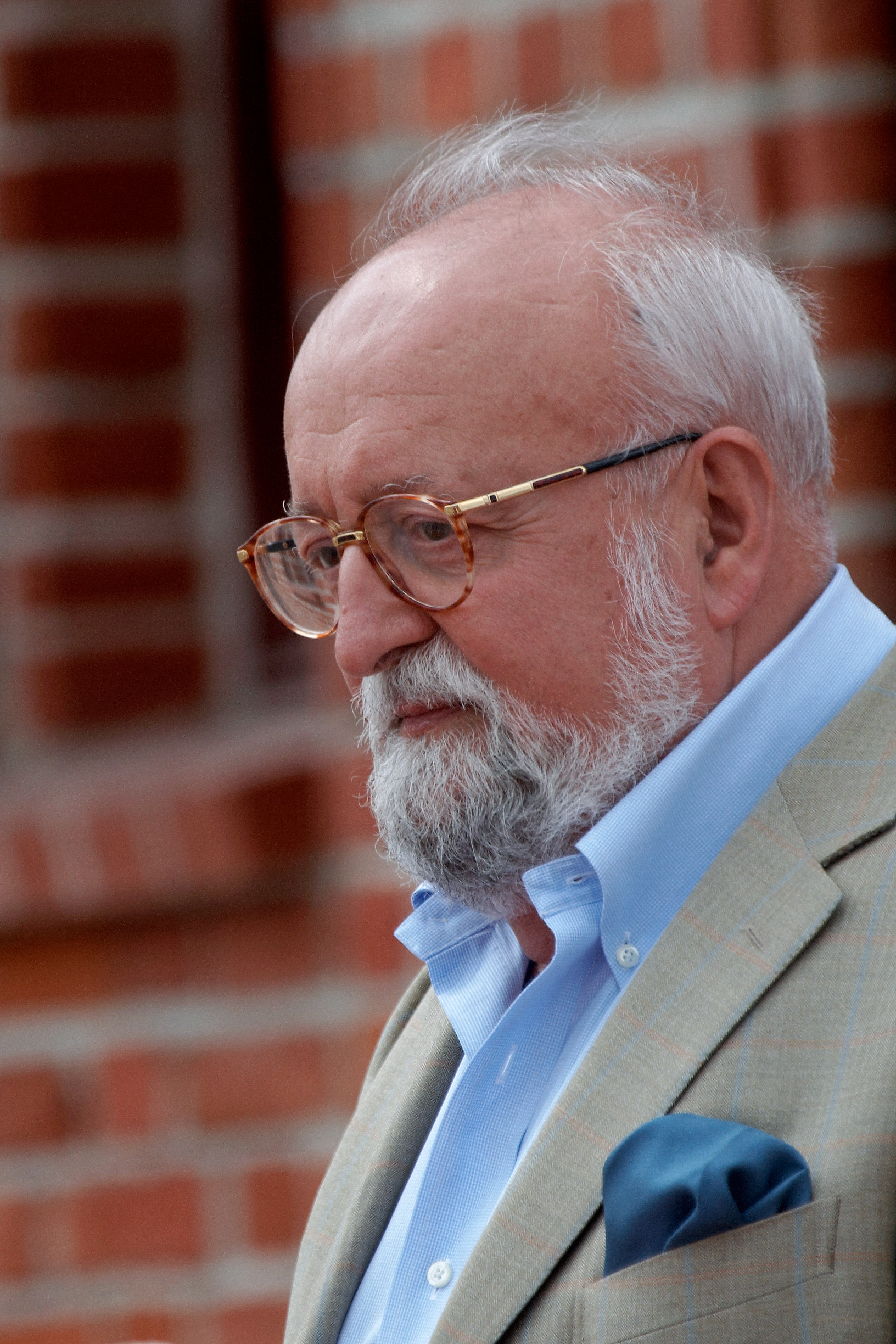
کریستف پندرسکی

کشیشتُف پِندِرِتسکی (لهستانی: Krzysztof Eugeniusz Penderecki؛‏ تلفظ لهستانی: [ˈkʂɨʂtɔf pɛndɛˈrɛt͡skʲi]) که در ایران با نام کریستُف پِندِرِسکی شناخته می‌شود، آهنگساز و رهبر ارکستر اهل لهستان بود. او در ۲۳ نوامبر ۱۹۳۳ در دنبیتسا، شهری در جنوب‌شرقیِ لهستان، به دنیا آمد؛ و در ۲۹ مارس سال ۲۰۲۰ در سن ۸۷ سالگی در گذشت مرثیهٔ قربانی‌های هیروشیما را می‌توان به‌عنوان یکی از بهترین آثار او نام برد. پندرسکی این اثر را در سال ۱۹۶۰ و برای اجرا با ۵۲ ساز زهی نوشته‌است.
او یکی از آهنگسازان موسیقی سونوریسم بود.وی اهنگساز موسیقی متن فیلم درخشش اثر استنلی کوبریک نیز بوده است.

## برخی از آثار
آهنگ های کریستف پندرسکی شامل اپرا ، سمفونی ها ، کارهای کر و همچنین موسیقی مجلسی و ساز است.

### استفاده در فیلم

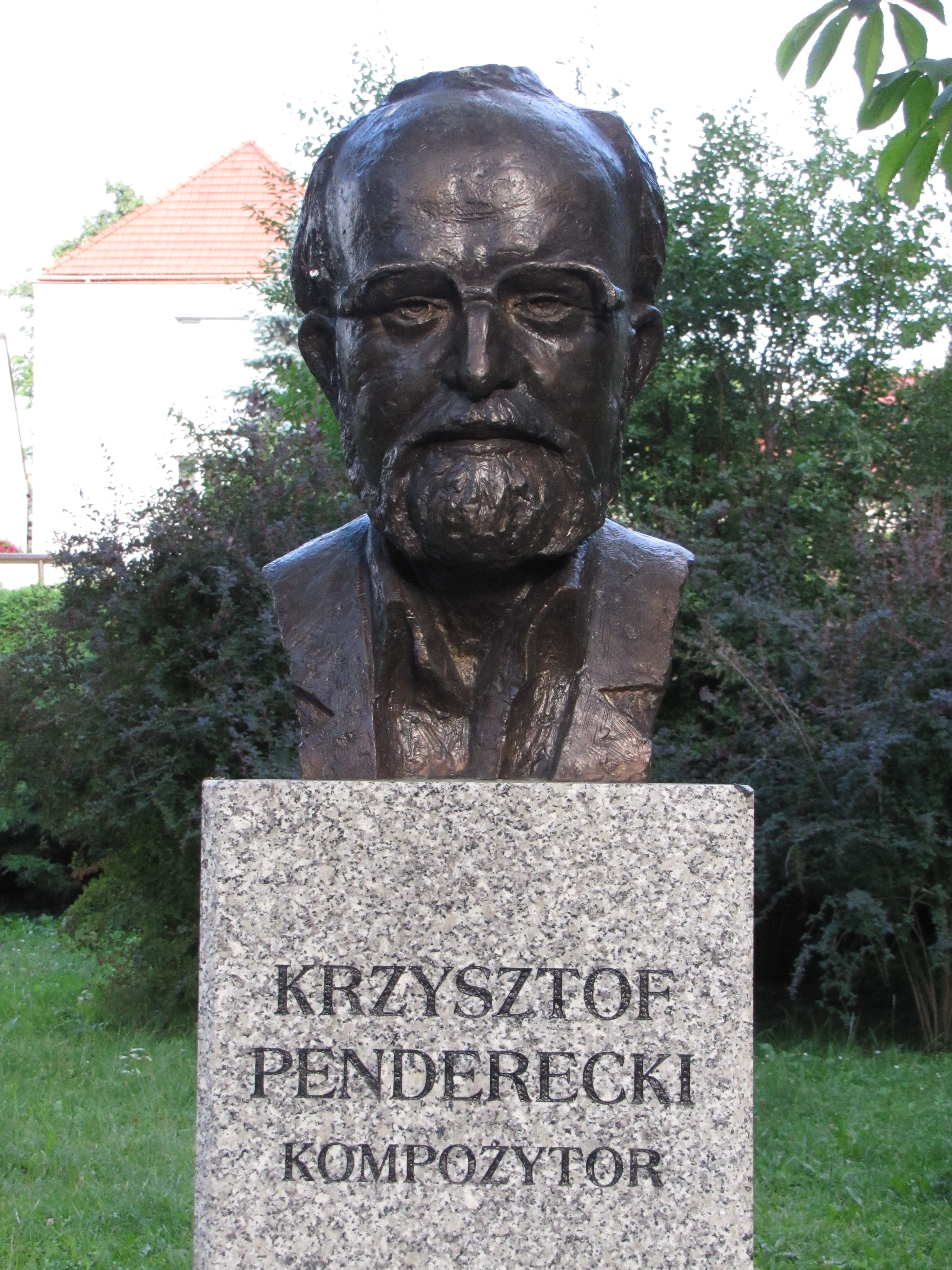
مجسمه نیم تنه کریستف پندرسکی در خیابان مشهور کیلتس در لهستان

برخی از آثار موسیقی پندرسکی موزیک متن فیلم اقتباسی است. دیوید لینچ از ساخته‌های پندرسکی در موزیک متن فیلم‌های وحشی در قلب (۱۹۹۰) ، امپراتوری داخلی (۲۰۰۶) و سریال های تلویزیونی توئین پیکس (۲۰۱۷) استفاده کرده است. در فیلم بی‌پروا(۱۹۹۳) توسط پیتر وایر ، قطعه پولی مورفیا را بار دیگر در صحنه سقوط هواپیما استفاده کرد. قطعه دیگر پندرسکی با نام مرثیه ای برای قربانیان هیروشیما نیز در یکی از سکانس های نهایی در فیلم کودکان مردان (۲۰۰۶) مورد استفاده قرار گرفت. پندرسکی برای آندره واژدا در سال ۲۰۰۷ نامزد جایزه اسکار شد.
- کنسرتو ویولا
- کنسرتو فلوت
- کنسرتو ویولنسل
- ۷ سمفونی
- کاپریچیو برای ویولن و ارکستر
- پارتیتا برای گیتار برقی، گیتار بم (bass)، کنترباس و ارکستر
- فهرست آثار

## جوایز
- نشان افتخار جمهوری ارمنستان

## شنیدن آثار
- youtube
- deezer
- contemporary music بایگانی‌شده  در ۲۵ مارس ۲۰۱۴ توسط Wayback Machine
- کنسرتو فلوت به رهبری خود آهنگساز در یوتیوب